# Svea (stacja antarktyczna)
Svea – letnia stacja antarktyczna, należąca do Szwecji, położona na Ziemi Królowej Maud na Antarktydzie Wschodniej.

## Położenie i warunki
Stacja znajduje się w dolinie Scharffenbergbotnen w górach Heimefront Range (norw. Heimefrontfjella), około 400 km od wybrzeża oceanu. Pełni rolę pomocniczą wobec większej stacji Wasa. Budynek stacji ma 12 m², jest zbudowany z włókna szklanego, zawiera cztery łóżka i kuchenkę.

## Historia i działalność
Stacja została zbudowana podczas ekspedycji w sezonie 1987/88 roku. Była ona główną bazą ekspedycji w lecie 1992/93, w tym celu rozbudowano ją o moduł mieszkalny, warsztat i kontener magazynowy.
Stacja Svea jest przeznaczona dla małych zespołów prowadzących prace terenowe, może pomieścić 4 pracowników. Realizowane są w niej dwa stałe programy monitorowania: geodezyjny, z użyciem technologii GPS i sejsmograficzny, realizowany przez niemiecki Instytut im. Alfreda Wegenera.